# Пичугин, Александр Васильевич
Александр Васильевич Пичугин (1927—2009) — начальник Южно-Уральского управления строительства Министерства среднего машиностроения СССР. Герой Социалистического Труда.

## Биография
Родился 18 октября 1927 года в деревне Колобродово, ныне Петушинского района Владимирской области, в крестьянской семье. Русский. Окончил сельскую школу. В годы войны с четырнадцати лет наравне с взрослыми работал на строительстве дорог. В 1943 году окончил школу ФЗО на заводе «Карболит» в городе Орехово-Зуево, где получил профессию слесаря. С 1943 года по август 1945 года работал в мастерских, специализировался на ремонте автомашин и тракторов.
Окончил Московский инженерно-строительный институт (1954), инженер-строитель.
В 1954 году по распределению был направлен в город Красноярск-26 (ныне — Железногорск), прорабом на строительство горно-химического комбината. С этого времени почти вся трудовая биография строителя была связанная с Министерством среднего машиностроения. Первый в его трудовой биографии называют «городом в скальных толщах»: в отрогах Саянских гор на большой глубине пробивались туннели и залы, в которых тут же начинался монтаж производственных мощностей горно-химического комбината, нацеленного на выпуск оружейного плутония. Невероятная сложность работы в подземных условиях позволила за шесть лет пройти хорошую школу строительного дела.
Потом было строительство электрохимического завода в городе Красноярск-45 (ныне — Зеленогорск), где Пичугин был главным инженером, а затем, с 1960 года, начальником строительства. Там же ему пришлось после возведения плотины на реке Кан строить ГРЭС.
В 1966 году переведен в Челябинск-40 (ныне — Озерск), начальником Южно-Уральского управления строительства. Именно здесь располагается один из самых крупных отечественных объектов атомной промышленности — комбинат «Маяк». Здесь Пичугин проработал 13 лет.
За счет широкой специализации строительного производства, четкой централизации снабжения стройматериалами и изделиями строго по графикам с внедрением повсеместно высокопроизводительной механизации А. В. Пичугину удавалось сдавать объекты в эксплуатацию в более сжатые сроки. Необходимость наращивания объёмов строительно-монтажных работ требовала широкого внедрения панельно-блочного строительства. И выход был найден. Большой набор элементов железобетонных изделий и конструкций позволял с высокой производительностью монтировать (собирать) здания промышленного, социально-бытового и жилищного назначения. Из конструкций и изделий, изготовленных заводами «ЮУС», построены замечательные здания не только в Челябинске-65, Челябинске-70, Златоусте-36. но и во многих других городах страны.
Особое внимание уделял строительству социальных объектов, автодорог. За высокое качество строительно-монтажных и отделочных работ десяткам объектов соцкультбыта в перечисленных выше городах присуждались дипломы Госстроя РСФСР. По инициативе А. В. Пичугина много нового было внесено в архитектуру, планировку и застройку городов Средмаша. В 1967 году «ЮУС» было награждено Памятным Знаменем. В 1971 году — за успешное выполнение заданий — орденом Трудового Красного Знамени.
Указом Президиума Верховного Совета СССР от 26 апреля 1971 года за большие заслуги в выполнении плана по выпуску строительной продукции, за внедрение новой техники и передовой технологии Пичугину Александру Васильевичу присвоено звание Героя Социалистического Труда с вручением ордена Ленина и золотой медали «Серп и Молот».
Руководил Южно-Уральским управлением строительства до 1979 года. В 1974 году ему присуждена премия Совета Министров СССР за успешный ввод объекта по регенерации твэлов на комбинате «Маяк».
В дальнейшем руководил различными стройками, в первую очередь работал там, где срывались сроки ввода важнейших для атомной отрасли и народного хозяйства объектов, где, как говорят, работа была на прорыв. Это приборостроительный завод в Златоуст-36 (ныне — Трёхгорный), комплекс испытательных стендов двигателей для авиации и ракетостроения на авиамоторном заводе в городе Пермь, также РФЯЦ-ВНИИТФ в городе Снежинск, нефтехимический комбинат в городе Ангарске и др.
Много внимания уделял общественной работе, многократно избирался членом областных и городских Советов депутатов трудящихся. Активно работал в совете ветеранов атомной отрасли.
Жил в городе-герое Москве. Скончался 25 декабря 2009 года. Похоронен в Москве на Троекуровском кладбище (участок 7г).

## Награды
- Медаль «Серп и Молот»
- Награждён двумя орденами Ленина (29.07.1966; 26.04.1971), орденом Трудового Красного Знамени (07.03.1962), медалями.
- Почётный гражданин города Озерска (2001)[2]